# 能格言語
能格言語（のうかくげんご、Ergative language）とは文法において、自動詞の主語（S）と他動詞の目的語（P）が同列に扱われ、他動詞の主語（A）だけが別の扱いを受けるという性質（能格性、ergativity）をもつ言語のことである。自動詞文の主語と他動詞文の目的語が絶対格で表され、文法上同一機能を果たし、他動詞文の主語はそれらとは異なる能格で示される構造を有するものを能格構文または能格・絶対格構文という。 バスク語、グルジア語などのコーカサス諸語、ウルドゥー語・ヒンディー語、パンジャーブ語、パシュトー語などのインド・イラン語派、ブルシャスキ語、タガログ語、オーストラリア諸語、アメリカ・インデイアン諸語の一部、エスキモ一語など、おおよそ世界の4分の1におよぶ言語に能格構造が認められる。 
逆に、自動詞の主語と他動詞の主語が同じように扱われ、他動詞の目的語だけが違う扱いを受ける性質（対格性）を持つ言語を対格言語（たいかくげんご、accusative language）と言う。多くの印欧諸語では、述語動詞の示す行為を行う主体が主語となり、自動詞文と他動詞文を問わずその主語は主格の形をとり、他動詞文の目的語は対格で示され、述語動詞の活用は主格主語と呼応する。これを主格構文または主格・対格構文という。
対格性と能格性を兼ね備えている言語も多い。

## 定義
格や述語動詞の一致などに関する文法項の分類のパターン（アラインメント）の類型論では、自動詞（一項動詞）の唯一の項をS、典型的な二項他動詞の動作主項をA、被動者項をP（またはO）とする。能格性とは、SがPと同列に扱われ、Aが別扱いされることである。
逆に、SがAと同列に扱われ、Pが別扱いされることを対格性（たいかくせい、accusativity）と言う。対格型アラインメントと能格型アラインメントは、主要なアラインメントの類型である。

## 対格言語との違い
日本語では、下の例のように、自動詞の主語にも他動詞の主語にも助詞「が」が付き、一方、他動詞の目的語には「を」が付く。このように、自動詞の主語と他動詞の主語が同じ標識（日本語なら「が」）で示される場合、その格を主格と呼び、他動詞の目的語の格（日本語なら「を」）を対格と呼ぶ。主格と対格を持つ格体系は「主格・対格 (nominative-accusative) 型」、略して「対格型」と言われる。
一方、オーストラリアクイーンズランド州の先住民語・ジルバル語では、自動詞の主語と他動詞の目的語には何も付かず、他動詞の主語にだけ ŋgu という標識が付く。このように、自動詞の主語と他動詞の目的語が同じように標示される（ジルバル語ならゼロで標示される）場合、その格を絶対格と呼び、他動詞の主語の格（ジルバル語なら ŋgu ）を能格と呼ぶ。絶対格と能格を持つ格体系は絶対格・能格 (absolutive-ergative) 型、略して能格型と言われる。
それぞれの格体系をまとめると下表のようになる。
| 対格型 |                | 能格型 |
| ------ | -------------- | ------ |
| 主格   | 他動詞の主語   | 能格   |
| 主格   | 自動詞の主語   | 絶対格 |
| 対格   | 他動詞の目的語 | 絶対格 |

対格型や能格型の格体系は、文中の名詞や名詞句の標示の仕方に見られる対格性や能格性の例と言える。
形態論だけでなく、統語論（文の作り方）にも、対格的なものと能格的なものがある。たとえば、文を等位接続詞でつなぐ場合に同じ名詞句を省略すること（同一名詞句削除）はさまざまな言語で可能である。英語もその一つだが、省略する名詞句は自動詞の主語または他動詞の主語でなければならない。下の例 (b) のように、他動詞の目的語は削除することができない。
一方、ジルバル語でも同一名詞句削除が可能だが、削除できるのは、自動詞の主語と他動詞の目的語だけで、他動詞の主語は不可能である。
形態的能格性を示す言語でも、統語論は対格的であることが多い。ジルバル語は主要な統語的操作（関係節・補文・等位接続）において自動詞の主語と他動詞の目的語を同じように扱う珍しい例である。
主語に普遍的ないくつかの特徴をのぞいて考えると、形態論も統語論も完璧に対格的である言語は存在するが、逆に完璧な能格言語は見つかっていない。

## 能格言語の例
主な能格言語としては以下のものがよく知られている。
- 北米先住民諸語のツィムシアン語、ネズパース語、セイリッシュ語族、エスキモー・アレウト語族など
- 中米先住民語のマヤ語族
- 南米先住民語のトゥピ・グアラニー語族
- ヨーロッパのコーカサス諸語やバスク語
- 近東のフルリ・ウラルトゥ語族、シュメール語
- アジアのチベット・ビルマ語派、インド・アーリア語派、チュクチ・カムチャツカ語族など
- オーストロネシア語族のうち、トンガ語やニウエ語
- オーストラリア先住民諸語のほとんどの言語

ただし、これらの言語は、必ずしも文法のあらゆる面で能格性を示すわけではない。特に、多くの能格言語は、後述する形態的能格性は持つが、統語的能格性は持たない。

## 分裂能格
言語によっては能格・絶対格と主格・対格を使い分けることがあり、そのような性質のある言語は分裂能格性と言う。例えばヒンディー語では完了形の場合にのみ能格的な性質があらわれる。また、主語が三人称の時のみ能格的な性質を示す言語もある。

## 形態的能格性
S/A/Pは項と述語の関係であり、その関係は項となる名詞句に標示される場合と述語となる動詞に標示される場合がある。そうした関係の標示に関してSとPが同列に扱われ、Aが別扱いされる場合を形態的能格性と言う。

### 格
格とは、項となる名詞句が述語動詞と持つ関係（文法関係・意味役割）を、名詞句に標示したものである。日本語では、下の例のように、S（1aの「太郎」）にもA（1bの「太郎」）にも助詞「が」が付く一方、P（1bの「犬」）には「を」が付く。SとAが同じ格で、Pが別の格なので、これは対格型アラインメントの例である。対格型の格組織では、SとAの格（日本語の「が」）を主格、Pの格（日本語の「を」）を対格と呼ぶ。
一方、バスク語では、S（2aの Taro）とP（2bの zakurra）には何も付かず（「∅」で表している）、A（2bの Taro）にだけ k という格標識が付く。SとPが同じ格で、Aが別の格なので、能格型のアラインメントである。能格型の格組織では、SとPの格（バスク語の「∅」）を絶対格、Aの格（バスク語の k）を能格と呼ぶ。

### 一致
項の人称・数・性などが述語動詞に標示される場合がある。これを項と動詞の一致と言う。たとえば、ワステカ・ナワトル語では、一人称単数のSとAは接頭辞 ni- で、Pは netʃ- で標示される。SとAが同じ接頭辞で、Pだけが異なるので、これは対格型のアラインメントである。
一方、サカプルテック・マヤ語では、同じ一人称複数でも、SとPは接頭辞 ax- で、Aは qa- で標示される。SとPが同じ接頭辞で、Aは別の接頭辞になるので、能格型のアラインメントである。

## 統語的能格性
形態論だけでなく、統語論（文の作り方）にも、対格的なものと能格的なものがある。たとえば、文を等位接続詞でつなぐ場合に同じ名詞句を省略すること（等位構造縮約）はさまざまな言語で可能である。英語もその一つだが、省略する名詞句はSまたはAでなければならない。下の例 (5b) のように、Pは削除することができない。
一方、ジルバル語でも同一名詞句削除が可能だが、削除できるのは、SとPだけで、Aは不可能である。
形態的能格性を示す言語でも、統語論は対格的であることが多い。ジルバル語は主要な統語的操作（関係節・補文・等位接続）において自動詞の主語と他動詞の目的語を同じように扱う珍しい例である。
主語に普遍的ないくつかの特徴をのぞいて考えると、形態論も統語論も完璧に対格的である言語は存在するが、逆に完璧な能格言語は見つかっていない。

## 好まれる項構造
Du Bois（1987）は、能格性の談話的基盤として、文法的・語用論的な「好まれる項構造」（preferred argument structure; PAS）を提案した。彼の提案によれば、ある種の談話において、文法と語用論の両面で、項構造における項の数と役割に関する以下のような制限が見られる。
文法面では、1つの節に現れる語彙的名詞句（代名詞でない名詞句）の数に制限があり、2つ以上現れることは非常に稀である。また、語彙的名詞句はSやOに現れ、Aにはめったに現れない。この文法面の偏りを制約として表したのが次の2つの制約である。
- 単一語彙項制約（one lexical argument constraint）– 1つの節につき2つ以上の語彙的な項を避けよ
- 非語彙的A制約（non lexical A constraint）– 語彙的なAを避けよ

語用的には、1つの節に現れる新情報の数に制限があり、2つ以上現れることは非常に稀である。また、新情報である項はSやOに現れ、Aにはめったに現れない。この語用論的な偏りを制約として表したのが次の2つの制約である。
- 単一新情報項制約（one new argument constraint）– 1つの節につき2つ以上の新情報の項を避けよ
- 旧情報A制約（given A constraint）– 新情報のAを避けよ

このように、文法と語用論の両面で、SとOは語彙的な項・新情報である項が自由に現れるという共通性を持っている。これが能格性の基盤であるとDu Boisは主張した。